# B.D. Wong
Bradley Darryl 'B.D.' Wong (San Francisco, 24 oktober 1960) is een Amerikaans acteur van Chinese afkomst. Hij won in 1988 een Tony Award voor zijn rol als Song Liling in het toneelstuk M. Butterfly. Hij debuteerde in 1986 op het witte doek met een naamloos rolletje in The Karate Kid Part II en speelde sindsdien in meer dan vijftien films, en in meer dan 25 televisiefilms.
Verschillende filmpersonages speelde Wong meer dan eens. Zo dook de door hem vertolkte Howard Weinstein uit Father of the Bride vier jaar later opnieuw op in opvolger Father of the Bride Part II. Voor de animatiefilm Mulan sprak hij de stem in van Li Shang en deed dit voor Mulan II opnieuw.
Wong is behalve in films ook actief in televisieseries. Zijn aantal wederkerende rollen in All-American Girl (als Stuart Kim), Oz (als geestelijke Ray Mukada) en Law & Order: Special Victims Unit (als George Huang) beslaan samen meer dan 250 afleveringen. Daarnaast had hij eenmalige gastrolletjes in onder meer The X-Files en Chicago Hope.
Wong is vader van zoon Jackson Foo, die hij adopteerde met zijn voormalige partner Richie Jackson. Het kind werd ter wereld gebracht door een draagmoeder, die een eitje ingebracht kreeg van Jacksons zus dat was bevrucht met Wongs zaad.

## Filmografie
Exclusief televisiefilms
- Jurassic World Dominion (2022) - Dr. Henry Wu
- Bird Box (2018) - Greg
- Jurassic World: Fallen Kingdom (2018) - Dr. Henry Wu
- Jurassic World (2015) - Dr. Henry Wu
- Focus (2015) - Liyuan
- White Frog (2012) - Oliver Young
- Ira & Abby (2006) - Party Guest
- East Broadway (2006) - Stephen
- Stay (2005) - Dr. Ren
- Mulan II (2004, stem) - Shang
- The Salton Sea (2002) - Bubba
- Mulan (1998, stem) - Shang
- Slappy and the Stinkers (1998) - Morgan Brinway
- Seven Years in Tibet (1997) - Ngawang Jigme
- Joe's Apartment (1996, stem) - Cockroach
- Executive Decision (1996) - Sergeant Louie
- Father of the Bride Part II (1995) - Howard Weinstein
- Kalamazoo (1995) - Justin
- Men of War (1994) - Po
- The Ref (1994) - Dr. Wong
- Jurassic Park (1993) - Dr. Henry Wu
- The Lounge People (1992) - Billy
- Father of the Bride (1991) - Howard Weinstein
- Mystery Date (1991) - James Lew
- The Freshman (1990) - Edward
- Family Business (1989) - Jimmy Chiu
- The Karate Kid Part II (1986) - Jongen op straat

## Televisieseries
Exclusief eenmalige gastrollen
- Mr. Robot - Whiterose/Andrew Zhang (2015-2019, 19 afleveringen)
- Gotham - Hugo Strange (2016-2017, 13 afleveringen)
- Law & Order: Special Victims Unit - George Huang (2001-2014, 229 afleveringen)
- Awake - John Lee (2012, 13 afleveringen)
- Oz - Father Ray Mukada ( 1997-2003, 47 afleveringen)
- All-American Girl - Stuart Kim (1994-1995, 18 afleveringen)

- Bibsys: 5077051
- Bibliothèque nationale de France: cb140461457 (data)
- Gemeinsame Normdatei: 135129230
- International Standard Name Identifier: 0000 0000 0277 2558
- Library of Congress Control Number: no95048234
- MusicBrainz: 76c86ccf-a43b-4f49-ae73-ca7fee0dc4cc
- Nationale Bibliotheek van Tsjechië: xx0310430
- Nationale Bibliotheek van Israël: 987007325561705171
- Nationale Bibliotheek van Polen: a0000001784854
- Nederlandse Thesaurus van Auteursnamen: 172685966
- Système universitaire de documentation: 061590150
- Virtual International Authority File: 161898456
- WorldCat: E39PBJxCtpWWCJkfDtxRGXh8md